# Anthony Julius Naro
Anthony Julius Naro (1942 — 23 de dezembro de 2024) foi um linguista estadunidense. Foi considerado pioneiro da sociolinguística variacionista no Brasil. Era professor titular da Universidade Federal do Rio de Janeiro, onde fundou o Programa de Estudos sobre o Uso da Língua (PEUL).